# 弗勞爾里布蘭奇 (喬治亞州)
弗勞爾里布蘭奇（英語：Flowery Branch）是一個位於美國喬治亞州霍爾縣的城市。

## 地理
弗勞爾里布蘭奇的座標為34°11′09″N 83°55′28″W / 34.18583°N 83.92444°W，而該地的平均海拔高度為342米（即1122英尺）。

## 人口
根據2010年美國人口普查的數據，弗勞爾里布蘭奇的面積為16.40平方千米，當中陸地面積為16.40平方千米，而水域面積為0.00平方千米。當地共有人口5679人，而人口密度為每平方千米346.28人。